# Piet Junius
Petrus „Piet“ Matheus Junius (* 1941 in Rehoboth; † 3. April 2021 ebenda) war ein namibischer Politiker.

## Leben
Junius besuchte das Teachers Training College in Johannesburg, wo er mit einem Diplom abschloss, und arbeitete als Lehrer und Farmer in Namibia.
1971 gründete Junius, gemeinsam mit Ben Africa und John McNab, die Rehoboth Baster Association (RBA) als Vertretung der Baster im Rehoboth Gebiet. Er war Mitglied der Rehoboth-Delegation an der Turnhallenkonferenz. Als die Konferenz 1977 scheiterte, schloss sich die RBA der Demokratischen Turnhallen-Allianz (DTA) an. Von 1985 bis 1989 war Junius stellvertretender Vorsitzender der DTA. Währenddessen wurde er 1986 aus der RBA ausgeschlossen und übernahm den Parteivorsitz der im gleichen Jahr von ihm mitgegründeten Progressive People’s Party (PPP). 1989 gründete Junius die daraus hervorgehende Christian Democratic Party (CDP), der er als Präsident vorstand.
Von 1984 bis 1987 gehörte Junius der gesetzgebenden Versammlung von Rehoboth (Rehoboth Legislative Assembly) an. Von 1985 bis 1989 amtierte er als Vizeminister für nationale Bildung und das Zentrale Personalinstitut (Central Personnel Institution) im Kabinett der Übergangsregierung. 1989 war er Mitglied der Verfassunggebenden Versammlung Namibias. Für die DTA saß Junius von 1990 bis 2003 in der Nationalversammlung, dem namibischen Unterhaus.
2018 wurde Junius zum Parteipräsidenten des United People’s Movement (UPM), der politischen Vertretung der Baster, gewählt.
Junius starb 2021 im Alter von 79 Jahren. Er war bei seinem Tod an COVID-19 erkrankt.